# デュエリスト (映画)
『デュエリスト』（原題：형사 Duelist、英題：The Duelist）は、2005年公開の韓国映画。映画監督イ・ミョンセの7作目の作品。第43回大鐘賞映画祭、第42回百想芸術大賞、第26回青龍映画賞、第25回韓国映画評論家協会賞にて多数の賞を受賞。

## 概要
李氏朝鮮時代を背景に、追う者と追われる者のかなわぬ恋を、豊かな色彩・多彩な音楽・タンゴをベースに取り入れた剣術と、大胆な構図・カメラワーク・編集で、幻想的に描いた作品。
コマ送り、スローモーションなどの手法は同監督作品『ノーウェア -情け容赦なし-』に類する。

## ストーリー
国中に偽金が出回り、捜査に取り組む刑事たち。市場で張り込み捜査を行うナムスンの前で、仮面の男が2人の男を瞬時のうちに斬殺した。偽金の鋳型が隠されていた仏像を持ち去ろうとしたその男の目が、ナムスンの心に残る。捜査を進めるうちに刑事たちは、ソン長官と「悲しい目」と呼ばれる男に目星をつける。
人一倍仕事に熱心に打ち込んできたナムスンと、刺客として心を殺して生きて来た「悲しい目」。二人の心は剣を交えるほどに揺れる。

## キャスト
※括弧内は日本語吹き替え
- ナムスン：ハ・ジウォン（小川範子）
- 悲しい目：カン・ドンウォン（山崎祐輔）
- アン刑事：アン・ソンギ（安原義人）
- ソン軍事長官：ソン・ヨンチャン（岩田安生）
- ボンチュル：ユン・ジュサン
- 従事官：ト・ヨング
- マチュクチ：シム・チョルジョン
- ペ刑事：ペ・ジュンシク
- ファン刑事：ファン・ウィドゥ
- チャン刑事：チャン・インボ
- ユ刑事：ユ・ヨンウク

※その他の声の吹き替え：渡部将之／桑原敬一／澤田将考／大久保利洋／東城光志／櫛田泰道／山内勉／冠野智美／福原耕平／山村勇久

## スタッフ
- 監督：イ・ミョンセ
- アクション監督：チョン・ムンシク
- 製作：イ・ミョンセ
- プロデューサー：オ・ウンシル 、 オ・スミ 、 チョ・ウォンジャン
- 脚本：イ・ミョンセ 、 イ・ヘギョン
- 原作： パン・ハッキ
- 撮影： ファン・ギソク
- 美術：イ・ミョンセ 、 チョ・グニョン
- 照明：シン・ギョンマン
- 音楽：チョ・ソンウ
- 編集：コ・イムピョ
- 衣装（デザイン）：チョン・ギョンヒ

## 製作・エピソード

### 韓国オリジナル版と日本公開版の比較
韓国オリジナル版には序章と終章があり、共に、語り手が酒を飲みながら話すシーンになっており、語り手が語る物語が本題となっている。日本公開版はラブストーリーの色を強くするために本題のみとなっている。

### その他
- カン・ドンウォンは代役を使わず舞踊的アクションシーンをこなした[4]。
- エジプトに輸出され商業的に上映された初の韓国映画。輸出価格は1万ドル[5]。
- フランスで公開1週目で観客動員19位を記録[6][7]。
- 日本へ500万ドルのミニマムギャランティで輸出[8]。

## 受賞歴
- 第43回大鐘賞映画祭：美術賞（イ・ヒョンジュ、チョ・グニョン）
- 第42回百想芸術大賞：監督賞（イ・ミョンセ）
- 第26回青龍映画賞：美術賞（イ・ヒョンジュ、チョ・グニョン）
- 第26回青龍映画賞：照明賞（シン・ギョンマン）
- 第25回韓国映画評論家協会賞：作品賞
- 第25回韓国映画評論家協会賞：監督賞（イ・ミョンセ）
- 第25回韓国映画評論家協会賞：撮影賞（ファン・ギソク）

## DVD・書籍
- DVDデュエリスト コレクターズBOX (初回限定生産) JAN：498810227373（2006年08月25日発売）
  - Disc1：日本公開版本編
  - Disc2：韓国版本編
  - Disc3：韓国試写舞台挨拶・来日記者会見・ジャパンプレミア舞台挨拶 他
  - Disc4：メイキング・インタビュー 他
- DVD 『デュエリスト』 JAN：4988102273637 （2006年8月25日発売）
- CD 『デュエリスト』 JAN：4988013132849 （2006年4月28日発売）

## 関連事項
- チェオクの剣